# 榎本亞彌子
榎本亞彌子（1985年4月29日—）是出身於日本東京的女演員和模特兒。是旗下的藝人。

## 主要作品

### 電影
- 2003年：
- 2004年：
- 2005年：

## 參看
- 新垣結衣